# Paragwaj na Letnich Igrzyskach Olimpijskich 2020
Paragwaj na Letnich Igrzyskach Olimpijskich 2020 reprezentowało ośmioro zawodników: trzech mężczyzn i pięć kobiet. Był to 13. start reprezentacji Paragwaju na letnich igrzyskach olimpijskich.

## Skład kadry

### Golf
| Zawodnik         | Konkurencja | Runda 1 | Runda 2 | Runda 3 | Runda 4 | Łącznie | Łącznie | Łącznie | Źródło |
| Zawodnik         | Konkurencja | Wynik   | Wynik   | Wynik   | Wynik   | Wynik   | Par     | Pozycja | Źródło |
| ---------------- | ----------- | ------- | ------- | ------- | ------- | ------- | ------- | ------- | ------ |
| Fabrizio Zanotti | Mężczyźni   | 73      | 67      | 68      | 69      | 277     | - 7     | 35.     | [ 3 ]  |

### Kolarstwo

#### Kolarstwo szosowe
| Zawodnik             | Konkurencja                    | Czas | Pozycja | Źródło |
| -------------------- | ------------------------------ | ---- | ------- | ------ |
| Agua Marina Espinola | wyścig ze startu wspólnego (k) | DNF  | DNF     | [ 4 ]  |

### Lekkoatletyka
Konkurencje biegowe
| Zawodnik           | Konkurencja           | Eliminacje | Eliminacje | Półfinał | Półfinał | Finał   | Finał   | Źródło |
| Zawodnik           | Konkurencja           | Wynik      | Miejsce    | Wynik    | Miejsce  | Wynik   | Miejsce | Źródło |
| ------------------ | --------------------- | ---------- | ---------- | -------- | -------- | ------- | ------- | ------ |
| Derlis Ayala       | maraton (m)           | N/A        | N/A        | N/A      | N/A      | 2:18:34 | 43.     | [ 5 ]  |
| Ana Camila Pirelli | 100 m przez płotki(k) | 13,98      | 9.         | NQ       | NQ       | NQ      | NQ      | [ 6 ]  |

### Pływanie
| Zawodnik        | Konkurencja          | Eliminacje | Eliminacje | Półfinał | Półfinał | Finał | Finał   | Źródło               |
| Zawodnik        | Konkurencja          | Czas       | Miejsce    | Czas     | Miejsce  | Czas  | Miejsce | Źródło               |
| --------------- | -------------------- | ---------- | ---------- | -------- | -------- | ----- | ------- | -------------------- |
| Benjamin Hockin | 100 m dowolnym (m)   | 50,41      | 44.        | NQ       | NQ       | NQ    | NQ      | [ 7 ] [ 8 ] [ 9 ]    |
| Benjamin Hockin | 100 m motylkowym (m) | 54,81      | 51.        | NQ       | NQ       | NQ    | NQ      | [ 10 ] [ 11 ] [ 12 ] |
| Luana Alonso    | 100 m motylkowym (k) | 1:00,37    | 28.        | NQ       | NQ       | NQ    | NQ      | [ 13 ] [ 14 ] [ 15 ] |

### Tenis ziemny
| Zawodnik             | Konkurencja | Pierwsza runda              | Druga runda      | Trzecia runda    | Ćwierćfinały     | Półfinały        | Finał            | Finał   | Źródło |
| Zawodnik             | Konkurencja | Przeciwnik Wynik            | Przeciwnik Wynik | Przeciwnik Wynik | Przeciwnik Wynik | Przeciwnik Wynik | Przeciwnik Wynik | Pozycja | Źródło |
| -------------------- | ----------- | --------------------------- | ---------------- | ---------------- | ---------------- | ---------------- | ---------------- | ------- | ------ |
| Verónica Cepede Royg | singiel (k) | Wang Qiang P 0-2 (4:6, 3:6) | NQ               | NQ               | NQ               | NQ               | NQ               | 33.     | [ 16 ] |

### Wioślarstwo
| Zawodnik         | Konkurencja | Eliminacje | Eliminacje | Repesaż | Repesaż | Ćwierćfinały | Ćwierćfinały | Półfinały | Półfinały       | Finał   | Finał      | Miejsce | Źródło |
| Zawodnik         | Konkurencja | Czas       | M.         | Czas    | M.      | Czas         | M.           | Czas      | M.              | Czas    | M.         | Miejsce | Źródło |
| ---------------- | ----------- | ---------- | ---------- | ------- | ------- | ------------ | ------------ | --------- | --------------- | ------- | ---------- | ------- | ------ |
| Alejandra Alonso | W1x         | 8:11,88    | 4.         | 8:08,91 | 1.      | 8:29,80      | 4.           | 7:43,33   | 4. Półfinał C/D | 7:55,63 | 3. Finał D | 21.     | [ 17 ] |